# Strioderes peruanus
Strioderes peruanus – gatunek chrząszcza z rodziny kózkowatych i podrodziny zgrzypikowych. Jedyny przedstawiciel rodzaju Strioderes.

## Zasięg występowania
Gatunek ten występuje w Ameryce Południowej, notowany w Peru i północnej Brazylii (stan Pará).